# Fluoreto de estrôncio
Fluoreto de estrôncio (ou fluoreto de estrôncio (II)) é o composto de haleto de flúor do metal alcalino terroso estrôncio. Se apresenta na temperatura ambiente, como sólido de cor branca, cristalino e quebradiço, que se liquidifica a 1473 °C e evapora a 2489 °C. Seu grupo espacial é o Fm3m (nr. 225).

## Ocorrência
A única ocorrência natural conhecida é o estrônciofluorita (reconhecido como mineral em 2009), o qual é achado apenas em sua localidade típica, a região da Península de Kola.

## Síntese
O fluoreto de estrôncio pode ser diretamente obtido a partir da fluorinação (halogenação feita com F2) do cloreto de estrôncio (SrCl2):
{\displaystyle \mathrm {SrCl_{2}\ +\ F_{2}\ \rightarrow \ SrF_{2}\ +\ Cl_{2}} }↑
Também é possível obtê-lo a partir da reação do ácido fluorídrico (HF) com carbonato de estrôncio (SrCO3).
{\displaystyle \mathrm {SrCO_{3}\ +\ 2\ HF\ \rightarrow \ SrF_{2}\ +\ H_{2}O+\ CO_{2}} }↑

## Propriedades

### Propriedades físicas
Os cristais de fluoreto de estrôncio possuem e estrutura cristalográfica cúbica (estrutura da fluorita) com os parâmetro de célula a = 57,996 Å. O índice de refração dos cristais é 1,439 (a 580 nm).
Fluoreto de estrôncio é praticamente insolúvel em água (0,12 g/L, 18 °C).
O composto é em certa proporção translúcido ao espectro óptico visível da luz e um pouco além deste (de 150 nm até 11 µm), sendo assim apropriado para aplicações na área da Óptica (veja usos). Suas propriedades ópticas representam um meio termo entre as do fluoreto de cálcio e fluoreto de bário.

### Propriedades químicas
Na fase gasosa o ângulo de ligação entre os átomos (F–Sr–F) é de aproximadamente 120°, o que é uma exceção ao modelo da VSEPR. Este por sua vez prevê uma estrutura linear. Segundo cálculos teóricos tal efeito pode ser provocado por influência da camada de eléctrons diretamente abaixo da camada de valência. Uma outra possibilidade é considerar a polarização do núcleo eletrônico do átomo de estrôncio, que provocaria uma distribuição de cargas similar a das estruturas tetraédricas. Esta atuaria na molécula distorcendo o ângulo da ligação Sr-F.
Semelhante aos compostos CaF2 e ao BaF2, o SrF2 também é um supercondutor de temperatura elevada, ou seja, apesar de ser um isolante a temperatura ambiente, serve de condutor iônico (ou condutor elétrico), quando aquecido a determinadas temperaturas.

### Toxicologia & perigos à saúde
O composto SrF2 é classificado com irritante para os olhos e pele e vias respiratórias.

## Usos
Como SrF2:
Fluoreto de estrôncio é usado, entre outros, para produzir revestimentos anti-reflexão para lentes, que têm como objetivo reduzir o reflexo e aumentar a transmissão. Os cristais de SrF2 também são empregados na fabricação de dosímetros de luminescência.
Como 90SrF2:

Os sais de fluoreto de estrôncio podem servir também como meio de transporte para o isótopo radioativo de estrôncio 90Sr. Este, por sua vez, é usado em baterias termonucleares.